# Martin Jellinghaus
Martin Jellinghaus   (Lauf an der Pegnitz, 26 d'octubre de 1944) és un atleta alemany, especialista en els 400 metres, que va competir durant les dècades de 1960 i 1970.
El 1968 va prendre part en els Jocs Olímpics d'Estiu de Ciutat de Mèxic, on va disputar dues proves del programa d'atletisme. Formant equip amb Manfred Kinder, Gerhard Hennige i Helmar Müller va guanyar la medalla de bronze en els 4×400 metres, mentre en els 400 metres fou cinquè. En aquests Jocs va establir un nou rècord europeu dels 400 metres amb un temps de 44,9". Quatre anys més tard, als Jocs de Munic, fou setè en la cursa dels 200 metres.
En el seu palmarès també destaquen dues medalles al Campionat d'Europa d'atletisme, de bronze el 1969 i d'or el 1971, en ambdós casos en els 4x400 metres. Al Campionat d'Europa d'atletisme en pista coberta de 1968 guanyà una medalla de plata en els 4x2 voltes i a les Universíades de 1970 una de plata en els 400 metres.
A nivell nacional va guanyar nou títols d'Alemanya Occidental, en els 200 metres (1967, 1968), 400 metres (1968, 1969), el relleu 4x100 metres (1968) i relleu 4x400 metres (1970 i 1972).

## Millors marques
- 200 metres. 20.65" (1972)
- 400 metres. 44.9" (1968)[6]